# Huan (Qingyang)
Der Kreis Huan (chinesisch 环县, Pinyin Huán Xiàn) ist ein Kreis der bezirksfreien Stadt Qingyang in der chinesischen Provinz Gansu. Er hat eine Fläche von 9.249 km² und zählt 312.800 Einwohner (Stand: Ende 2018). Sein Hauptort ist die Großgemeinde Huancheng 环城镇.